# Euphrates (Marte)
Euphrates  è una caratteristica di albedo della superficie di Marte.